# Caso de la cooperación
El Caso de la Cooperación o Caso Blasco es el nombre con el que se conoce al caso de corrupción que se produjo en la Comunidad Valenciana entre 2008 y 2010, cuando era presidente de la Generalidad Valenciana Francisco Camps, en el que supuestamente fueron desviados alrededor de seis millones de euros de los fondos que la Generalidad dedicaba a la cooperación con países del Tercer Mundo y que nunca llegaron a su destino. La trama, que encabezaba Augusto César Tauroni (el único imputado que inicialmente ingresó en prisión), desvió el dinero gracias a las conexiones que tenía con la conselleria de Solidaridad y Ciudadanía, que encabezaba el popular Rafael Blasco, que era el departamento que concedía las ayudas. Las primeras detenciones se produjeron el 26 de febrero de 2012, y durante los meses siguientes fue aumentando el número de imputados hasta 27 (entre ellos seis personas que son o han sido altos cargos de la administración autonómica valenciana, presidida por el popular Alberto Fabra). El 12 de junio de 2012 la juez que lleva el caso inició los trámites para imputar al antiguo conseller Rafael Blasco, que en ese momento era el portavoz del grupo popular en las Cortes Valencianas, y que por ese motivo fue apartado temporalmente de su cargo. Dada su condición de aforado el "caso de la cooperación" pasó al Tribunal Superior de Justicia de la Comunidad Valenciana.

## Historia
En octubre de 2010, a raíz de unas informaciones aparecidas en diversos medios valencianos, la diputada autonómica Clara Tirado, del PSPV-PSOE, presentó una denuncia ante la fiscalía anticorrupción por las adjudicaciones hechas por la Conselleria de Solidaridad y Ciudadanía, encabezada por Rafael Blasco, a la "Fundación Cyes" de 1,66 millones de euros para realizar trabajos de cooperación en Nicaragua, de los cuales sólo 43.000 euros llegaron a su destino. El resto la "Fundación Cyes" lo utilizó para comprar dos entresuelos y dos garajes en la ciudad de Valencia.
Ese mismo mes la diputada autonómica de Compromís Mireia Mollà presenta una nueva denuncia ante la fiscalía en la que describe una trama dirigida desde la Fundación Hemisferio (entonces denominada Entre Pueblos, nombre que tuvo que cambiar porque usurpaba el de una veterana ONG) compuesta por empresas y ONGs para apropiarse de las ayudas a la cooperación que concedía la "consellería" de Rafael Blasco. Esta trama desviaba las ayudas otorgadas por la Generalidad Valenciana, presidida entonces por el popular Francisco Camps, a cuentas privadas en España y en Estados Unidos. La fundación le redactaba los proyectos a ONGs, la mayoría de ellas completamente desconocidas hasta entonces, para que empresas de la trama facturaran grandes cantidades de dinero con cargo a ellos.
A finales de abril de 2011 la juez del Juzgado de Instrucción n.º 11 Nieves Molina acepta la denuncia presentada por la fiscalía y se inicia la investigación en secreto, que incluye escuchas telefónicas. Su objetivo fundamental es la Fundación Hemisferio que gestionaba los proyectos de varias ONGs y los presentaba a la Consellería de Blasco. La fundación estaba presidida por Augusto César Tauroni, que había nacido en Alcira como el "conseller" y que al parecer mantenía contactos telefónicos regulares con él, al que llamaba "el conill" (el conejo, en castellano), según las escuchas realizadas por la policía por orden de la jueza. Las conversaciones y los contactos continuaron incluso cuando Rafael Blasco dejó de ser "conseller" y pasó a ser sólo "síndic" (portavoz) del grupo popular en las Cortes Valencianas tras las elecciones autonómicas de mayo de 2011.
Las investigaciones judiciales llevan a la conclusión de que Tauroni presuntamente era el jefe de una trama de empresas y de ONGs que habían recibido de la conselleria de Blasco unos 6 millones de euros por diversos proyectos de cooperación con países subdesarrollados, que nunca se llevaron a cabo (o sólo en una pequeña parte), y que se apoderaron del dinero que fue a parar a cuentas y a empresas de Estados Unidos y de España de la trama.

### Proceso judicial
El jueves 23 de febrero de 2012 son detenidas 14 personas en Valencia por la presunta apropiación de unos seis millones de euros de los fondos que la Comunidad Valenciana había destinado al desarrollo de países del Tercer Mundo, y que nunca llegaron a su destino. El presunto cabecilla de la trama, Augusto César Tauroni, ingresa en prisión y los otros trece imputados son puestos en libertad con medidas cautelares. Dos de ellos son Josep Maria Felip, ex director general de Cooperación, y Marc Llinares, jefe de área, ambos altos cargos de la conselleria que dirigía Blasco, y que son destituidos de los cargos que ostentaban en ese momento por el presidente de la Generalidad el popular Alberto Fabra (también fue imputado el subsecretario de la Conselleria, Alexandre Català). En los meses siguientes se producen más detenciones y el número de imputados el 7 de junio ya asciende a 27 (entre ellos seis altos cargos de la administración autonómica valenciana y varios empresarios que falsificaron facturas para recibir el dinero por trabajos y servicios que no habían realizado).
El martes 12 de junio de 2012 se conoce la intención de la juez que lleva el caso de imputar a Rafael Blasco por su presunta implicación en la trama que se ha apropiado del dinero destinado a la cooperación. Dada su condición de aforado, al ser diputado de las Cortes Valencianas, en cuanto se confirme su procesamiento el caso pasará al Tribunal Superior de Justicia de la Comunidad Valenciana. Al conocerse la noticia el presidente del Partido Popular en la Comunidad Valenciana y presidente de la Generalidad Valenciana, Alberto Fabra, que hasta entonces le había mostrado su apoyo, decidió apartarlo temporalmente de sus funciones de portavoz del grupo popular en las Cortes Valencianas. Los diputados de la oposición reclamaron su dimisión como diputado. "Que Blasco siga de diputado es una indignidad", manifestó la diputada socialista Clara Tirado cuya denuncia ante la fiscalía en octubre de 2010 fue el detonante del "caso de la cooperación". El viernes 22 de junio la fiscalía informa favorablemente sobre la imputación de Blasco.
El martes 2 de julio la juez eleva consulta al Tribunal Superior de Justicia (TSJ) de la Comunidad Valenciana sobre la posible imputación del aforado Rafael Blasco, ya que, según el escrito presentado por la magistrada, este “conocía el fin último” del cabecilla de la trama y “participó de los beneficios ilícitos obtenidos al recibir determinadas cantidades de dinero”.
El 4 de septiembre de 2012 el Tribunal de Justicia de la Comunidad Valenciana se declaró competente en el caso y designó a la magistrada María Pía Calderón para llevar la causa. Un mes después la magistrada imputó a Rafael Blasco como presunto autor de seis delitos (fraude de subvención, prevaricación, cohecho, tráfico de influencias, malversación de caudales públicos y falsedad documental) cometidos durante su etapa como consejero de Solidaridad y Cooperación (2008-2011) en el Ejecutivo que presidía Francisco Camps. Al conocerse la imputación, Blasco renunció a su puesto de portavoz parlamentario del Partido Popular en las Cortes Valencianas, aunque afirmó que iba a seguir en su escaño, lo que levantó las críticas de la oposición, que destacó que con Blasco ya eran diez los diputados del Grupo Popular —que cuenta con 55 diputados en la Cámara— imputados en el Tribunal Superior de Justicia por su implicación en tres grandes tramas de corrupción: los casos Gürtel, Brugal y Cooperación.
El 30 de noviembre de 2012 el consejero de Hacienda valenciano, José Manuel Vela Bargues, presentó su dimisión antes de que el Tribunal Superior de Justicia de la Comunidad Valenciana decidiera sobre su imputación por supuesta revelación de secretos, al haber entregado presuntamente un informe de la Intervención de la Generalidad sobre el caso Cooperación al exconsejero y diputado del PP Rafael Blasco, imputado en la causa. La entrega del informe se produjo presuntamente en el pleno de las Cortes Valencianas del 21 de noviembre, durante el cual Vela pasó a las bancadas superiores del PP dos sobres, uno de ellos para Blasco, quien leyó los papeles en su escaño, como recogieron fotografías publicadas primero por el diario Levante-EMV y las cámaras de las Cortes. “Resulta extraordinariamente alarmante que sea el imputado el que lea un documento solicitado por la autoridad judicial a la Intervención General de la Generalidad Valenciana antes de que el órgano judicial peticionario pueda tenerlo en su poder”, señaló el fiscal en su denuncia. “Y lo que es más, que esta lectura se haga en la sede parlamentaria de las Cortes Valencianas de la que es diputado el imputado”, agregó el ministerio público.
El 17 de mayo de 2013 la magistrada que instruye el caso decidió procesar a Rafael Blasco —acusado de tráfico de influencias (al presionar a funcionarios para que librasen las ayudas contra el criterio técnico) y de prevaricación— y a otras ocho personas, en su mayoría altos cargos de la Consejería que dirigía: el que fuera subsecretario de la consejería, Alexandre Català; el ex director general Josep Maria Felip; el exjefe del servicio de Cooperación, Marc Llinares; el exjefe de Gabinete de Blasco, Xavier Llopis; la exsecretaria general administrativa de Cooperación, Tina Sanjuán; el presidente de la Fundación Cyes, Marcial López; la trabajadora de esa fundación Josefa Cervera Tomás; y el empresario y principal imputado, actualmente en prisión, Augusto César Tauroni.
El 12 de noviembre de 2013 el Tribunal Superior de Justicia de la Comunidad Valenciana fija la fecha de la vista oral del juicio para el 7 de enero de 2014. Junto con el exconseller Blasco están imputadas ocho personas (cinco funcionarios de su Consejería y tres responsables de empresas) acusadas de tráfico de influencias , falsedad, prevaricación, malversación y fraude en la concesión a la fundación Cultural y de Estudios Sociales (Cyes) de 1,8 millones para proyectos en Nicaragua, donde solo llegaron 43.000 euros. Esta es la primera de las dos piezas que conforman el caso Cooperación, en el que también se investiga a un entramado de empresas que recibieron entre 2009 y 2011 al menos 3,5 millones de euros de subvenciones públicas de la Generalidad para cooperación internacional.

### Consecuencias políticas
El 25 de junio de 2013 Rafael Blasco presentó en el registro de las Cortes Valencianas una petición para obtener la condición de diputado no adscrito, horas antes de la reunión del grupo parlamentario del Partido Popular en la que estaba prevista su expulsión. De esta forma Blasco quedaba apartado de su antiguo grupo político. Unos días antes el Comité de Derechos y Garantías del PP de la Comunidad Valenciana había decidido suspender cautelarmente de militancia al exconsejero y exportavoz parlamentario, tras unas declaraciones en televisión en las que criticaba al presidente del partido y jefe del Consell, Alberto Fabra. Éste había anunciado que Blasco sería expulsado del Grupo Popular después de que la Abogacía de la Generalidad solicitara 11 años de prisión para él por el fraude en las ayudas de cooperación al desarrollo cuando era titular de la Consejería de Solidaridad y Ciudadanía.
Al conocerse la decisión de Blasco el portavoz del Consell José Ciscar afirmó: "Ha mediado la reflexión. Se ha producido una reflexión del propio Rafael Blasco. Siempre hemos pensado que él no ha querido perjudicar al Partido Popular, y ante lo que era inevitable, que era una expulsión, ha preferido dar el paso en un gesto que le agradecemos”. Blasco se convirtió, así, en el primer diputado no adscrito de la VIII Legislatura de la Comunidad Valenciana.

## Condena
El 28 de mayo de 2014 se conoció la sentencia de la primera pieza de la causa del caso de la cooperación —la que se refiere al desvío en 2008 de 1,8 millones de euros teóricamente destinados a Nicaragua y que se invirtieron principalmente en pisos y plazas de garaje en Valencia— en la que los jueces condenaron a los nueve acusados a un total de 43 años de prisión y 47 años de inhabilitación por el fraude en las ayudas de cooperación al desarrollo. El exconseller Rafael Blasco, considerado el «director» de la trama, fue condenado a ocho años de cárcel y veinte años de inhabilitación absoluta por los delitos de malversación de caudales públicos, tráfico de influencias, prevaricación administrativa y delito continuado de falsedad en documento oficial —la sentencia consideró probado que presionó a los funcionarios de la conselleria que dirigía para que concedieran las subvenciones a las organizaciones de la trama y que incluso relevó de su cargo a los funcionarios que se resistieron a hacerlo—. El empresario Augusto César Tauroni —el único acusado encarcelado— fue condenado a la misma pena que Blasco —ocho años de prisión y 20 de inhabilitación absoluta—; la que fue secretaria general administrativa de la consejería, Tina Sanjuán, a siete años y seis meses de prisión; el exjefe del área de cooperación, Marc Llinares y el exsecretario general del departamento, Alexandre Català, ambos a cuatro años y seis meses de prisión y siete años de inhabilitación; el exjefe de gabinete de Blasco, Xavier Llopis, a tres años de prisión y dos de inhabilitación; el presidente de la Fundación Cultural y de Estudios Sociales, Marcial López, a cuatro años y seis millones de euros de multa; la miembro de la misma Fundación Cyes, Josefa Cervera, a tres años y medio de prisión y multa de cuatro millones de euros, y al ex director general Josep Maria Felip, a siete años de inhabilitación. Además, Tauroni, López y Cervera han sido condenados al pago conjunto y solidario de una indemnización a la Generalidad de 1,7 millones de euros. La responsable civil subsidiaria es la fundación Cyes.
La sentencia dice que los cargos públicos implicados, a pesar de tener constancia de que las subvenciones no podían entregarse porque la Fundación Cyes no cumplía los requisitos, fueron «removiendo cualquier obstáculo que pudiera impedir su concesión, para luego ocultar y eliminar cualquier circunstancia que, o bien, pudiera impedir la aprobación de la rendición de cuentas presentada y la subsiguiente conclusión del expediente, o bien, pusiera en evidencia lo irregular de la concesión».
En la causa también se investiga, entre otros fraudes, la supuesta desviación de los fondos de la Generalidad Valenciana destinados a la construcción de un hospital en Haití tras el terremoto que asoló el país en 2010.
El 10 de junio de 2015 el Tribunal Supremo confirmó la condena de Rafael Blasco aunque rebajó la pena a seis años y medio de prisión. Cinco días después ingresaba en la cárcel de Picasent. Salió de prisión con tercer grado a principios de 2019.
En diciembre de 2021 la Audiencia de Valencia solo lo condenó a ocho años de inhabilitación por un delito de prevaricación en concurso medial con fraude a la administración. Se juzgaba la pieza 5 del caso Blasco que trataba de los contratos informáticos que la Conselleria de Inmigración y Solidaridad adjudicó a las dos multinacionales que luego subcontrataron los trabajos a las firmas pantalla del presunto testaferro del exconsejero, el empresario Augusto César Tauroni. La Fiscalía pedía 2 años y medio de prisión como presunto autor de un delito continuado de tráfico de influencias en concurso ideal con prevaricación administrativa y fraude a la Administración.